# Amauria brandegeana
Amauria brandegeana là một loài thực vật có hoa trong họ Cúc. Loài này được (Rose) Rydb. mô tả khoa học đầu tiên năm 1914.